# 交易型开放式指数基金
（縮寫：ETF），或稱交易所交易基金，是一種在證券交易所交易，提供投資人在證券交易市場參與投資的基金。ETF其中一種是將指數證券化，投資人是透過持有表彰指數標的證券權益的受益憑證來間接投資。ETF的發行機構會將一籃子可追蹤的指數中的股票投資組合，委託一受託機構託管，並以此為實物擔保，分割成許多單價較低之投資單位（即ETF），讓投資人購買，並在集中市場掛牌交易。ETF發行後，投資人可再向發行機構申請創造或贖回ETF，創造ETF時投資人須將與標的指數相同之一籃子股票與等值之股利存入受託機構，再由機構發行相對應數量之ETF予投資人。贖回ETF之過程，投資人可將持有之ETF轉換為標的指數之成分股票。台灣另外翻譯成指數股票型基金。
ETF基金以持有與指數相同之證券為主，分割成眾多單價較低之投資單位，進而發行受益憑證。ETF商品將指數的價值由傳統的證券市場漲跌指標，轉變成具有流動性的資本證券，指數成分股票的管理由專業機構來進行，指數變動的損益直接反映在憑證價值的漲跌中。因此，只會因為連動指數成分股內容及權重改變而調整投資組合之內容或比重以符合「被動式管理」之目的。
「被動式管理」是指沒有基金經理主動選擇成分股和控制持股比例的管理方式，成分股的選擇和比重由追蹤的指數決定。因為沒有基金經理的主動管理，基金成本亦會比較低。
投資者可以通過兩種方式購買ETF：投资者可以用ETF基金相同品种及比例构成的股票或其他金融证券（具体由ETF发行公司规定）向基金公司申购ETF基金单位（少量ETF基金也可用现金申购ETF，同開放式共同基金）；也可以在證券市場上直接從其他投資者那裡購買（同封閉式共同基金），購買的價格由買賣雙方共同决定。通过申购赎回价与证券市场内市价的可套利机制，ETF市價可以貼近淨值。
在台灣，投資人若想直接與基金公司申購ETF，則初級市場最小交易單位為500張以上、並以淨值申購（投資人可在各ETF的申購／贖回資訊中找到門檻），因此若ETF次級市場存在折溢價，通常大戶可透過初級市場來套利，直到股價回到淨值。
大多數ETF的指數成分是股票，但基於固定收益證券、債券、商品和貨幣的ETF也在發展中。對於投資者來說，ETF的交易費用和管理費用平均較低廉，持股組合比較穩定，風險往往比較分散，而且流動性很高，單筆投資便可獲得多元化投資效果，節省大量之時間及金錢。

## 歷史
世界上最早的指數型ETF是由道富公司於1993年發行的標準普爾500指数ETF，此後，針對道瓊、纳斯達克、羅素、威爾夏等指數的ETF紛紛問世。
世界上最早的債券型ETF在2001年被編製出來，是由加拿大證券交易所推出的5年期政府公債基金。

## 產品分類
- 股票型ETF
- 債券型ETF
- 原物料ETF（期貨型ETF）
- 放空ETF（槓桿型ETF)
- 反向ETF

## 交易特性
ETF同时具備開放式基金的能够申購和贖回的特性和封閉式基金的交易特性，被認為是过去十幾年中最偉大的金融創新之一。
- IOPV：参考单位基金净值(Indicative Optimized．Portfolio Value)，是交易所以股票实时交易价格计算得出的ETF实时单位参考净值，一般每15秒显示一次报价。

## 收益來源
ETF的收益來源可能有以下情況：
例如：在股票型ETF中，該被動式基金的成份股之現金與股票股利配息。如果基金有被證券監管當局開放借券，則也可以在市場進行博弈。當指數成分股及權重調整時，在被動式基金交易中的買賣價差金額，或能成為該基金的損益來源。
例如：在債券型ETF中，該類型的基金通常通過持有債券的固定利息回報作為基金收益，少部份的情況是透過信評機構對市場上的債券進行升評或降評，使的債券型ETF經理人或經理團隊可以透過公開市場操作來調整其債券持股，從中進而獲取交易利益或損失。

## 各地的基金產品

### 美国ETF
- DIAMONDS Trust（道瓊工業指數基金）[6]
- PowerShares QQQ（那斯達克100科技指數基金）
- SPDR S&P 500 ETF（標準普爾500指數基金）
- 比特幣現貨ETF
- 稀土ETF[7]
- 美國指數/ETF比較和簡介[8][9]

### 日本ETF
2010年為了活絡日本股市，日本央行（BOJ）計畫首度自市場「直接購買」追蹤東證股價指數（TOPIX）的ETF。

### 臺灣指數股票型基金
2003年首檔ETF寶來台灣卓越50基金（現元大台灣卓越50證券投資信託基金）（參卓臺灣50指數，臺證所：0050）掛牌上市。
| 年   | 年費 (SITCA 各項費用比率 （页面存档备份，存于）) | 年費 (SITCA 各項費用比率 （页面存档备份，存于）) | 年費 (SITCA 各項費用比率 （页面存档备份，存于）) | 年費 (SITCA 各項費用比率 （页面存档备份，存于）) | 年費 (SITCA 各項費用比率 （页面存档备份，存于）) |
| ---- | ------------------------------------------------ | ------------------------------------------------ | ------------------------------------------------ | ------------------------------------------------ | ------------------------------------------------ |
| 年   | 0050 元大台灣50                                  | 0057 富邦摩台                                    | 006203 寶摩台                                    | 006204 豐臺灣                                    | 006208 富邦台50                                  |
| 2015 | 0.42%                                            | 0.85%                                            | 0.42%                                            | 0.64%                                            | 0.48%                                            |
| 2014 | 0.43%                                            | 0.49%                                            | 0.41%                                            | 0.65%                                            | 0.48%                                            |
| 2013 | 0.47%                                            | 0.54%                                            | 0.42%                                            | 0.57%                                            | 0.48%                                            |

### 中国大陆交易型开放式指数基金
- 510500 南方中证500ETF基金
- 510230 国泰上证180金融ETF基金
- 159911 鹏华深证民营ETF基金
- 510220 华泰柏瑞中小盘ETF基金
- 159909 招商深证TMT50ETF基金
- 510170 国联安上证商品ETF基金
- 510150 招商上证消费80ETF基金
- 510130 易方达上证中盘ETF基金
- 510210 富国上证综指ETF基金
- 510030 华宝上证180价值ETF基金
- 510110 海富通上证周期ETF基金
- 510190 华安上证龙头ETF基金
- 159902 华夏中小板ETF基金
- 510880 华泰柏瑞红利ETF基金
- 510120 海富通上证非周期ETF基金
- 510050 华夏上证50ETF基金
- 159916 建信深证60ETF基金
- 510060 工银上证央企50ETF基金
- 159903 南方深成ETF基金
- 159913 交银深证300ETF基金
- 159917 国泰中小板300ETF基金
- 510070 鹏华上证民企50ETF基金
- 510280 华宝上证180成长ETF基金
- 159912 汇添富深证300ETF基金
- 510290 南方上证380ETF基金
- 159910 嘉实深证120ETF基金
- 159907 广发中小板300ETF基金
- 510090 建信上证责任ETF基金
- 159908 博时深证200ETF基金
- 159905 工银深证红利ETF基金
- 159906 大成深证成长40ETF基金
- 510260 诺安上证新兴ETF基金
- 510270 中银上证国企100ETF基金
- 159915 易方达创业板ETF基金
- 510010 交银上证180治理ETF基金
- 512100 南方中证1000ETF基金
- 159901 易方达深证100ETF基金
- 510180 华安上证180ETF基金
- 510160 南方中证小康产业ETF基金
- 510020 博时上证超大盘ETF基金
- 510420 景顺长城上证180ETF基金
- 159919 嘉实沪深300ETF基金
- 159918 嘉实中创400ETF基金
- 510410 博时上证自然资源ETF基金
- 510300 300ETF基金[11]

### 香港交易所買賣基金
- 交易所買賣基金-證券名單 （页面存档备份，存于）
- 港交所：2800盈富基金
- 港交所：2822南方富時中國A50ETF
- 港交所：2821沛富基金
- 港交所：2823安碩A50中國基金
- 港交所：2828恒生H股指數ETF
- 港交所：2833恒生指數ETF
- 港交所：3047山證鐵礦石ETF
- 港交所：3081價值黃金ETF
- 港交所：3100易方達中證100 A股指數ETF
- 港交所：3188華夏滬深300指數ETF

## ETF类别

### 單一股票ETF
單一股票ETF於2022年前推出，投資人可透過購買此類產品，對標的股票進行看多或看空的槓桿倍數投資。目前在美國上市的此類基金約有60只，總資產約130億美元。

### 跨地区ETF
2011年4月臺灣證券交易所與上海證券交易所合作爭取ETF互相掛牌，臺灣證券交易所、上海證券交易所、深圳證券交易所與香港交易所更共同授權編製「中證兩岸三地500指數」，納編臺灣海峽兩岸500檔個股。

### ETF联接基金
基金公司為了擴大ETF的銷售管道，開發了ETF联接基金，ETF联接基金本質上是開放式基金的一種，其申購贖回方式、管道與普通的開放式基金完全一樣。其特點在於，普通開放式基金和ETF的投資標的均為股票、固定收益類等資產，而ETF联接基金的大多數投資標的是ETF，即“投资ETF基金的基金”。

### 主题型ETF
研究表明，定义主题投资（如AI主题型ETF）的主观性往往源于不透明的选择标准。研究提出了一种基于数据的方法，利用公司披露信息来提高透明度。美国证券交易委员会（SEC）最近指控两名投资顾问进行“AI洗白”（AI washing），因其夸大与AI的关联以利用市场热情。

## 如何選擇ETF
1. 研究指數與成分股：指數編製方式、成分股選擇標準、收益分配計算方法。
2. 閱讀公開說明書：基本資料、基金簡介、受益人之權利及費用負擔、投資風險揭露。
3. 注意追蹤誤差：追蹤誤差是ETF報酬率與標的指數表現之間的差異，可檢視ETF追蹤指數的成效。
4. 注意流動性：流動性的高低可衡量投資人買賣的難易度[17][18]。

## 延伸閱讀
- Carrell, Lawrence. ETFs for the Long Run: What They Are, How They Work, and Simple Strategies for Successful Long-Term Investing. JW Wiley, 2008. ISBN 978-0-470-13894-6
- Ferri, Richard A. The ETF Book: All You Need to Know About Exchange-Traded Funds. Wiley, 2009. ISBN 0-470-53746-9
- Humphries, William. Leveraged ETFs: The Trojan Horse Has Passed the Margin-Rule Gates. 34 Seattle U.L. Rev. 299 (2010), available at  （页面存档备份，存于）.
- Koesterich, Russ. The ETF Strategist: Balancing Risk and Reward for Superior Returns. Portfolio, 2008. ISBN 978-1-59184-207-1
- Lemke, Thomas P; Lins, Gerald T. & McGuire, W. John. Regulation of Exchange-Traded Funds. Matthew Bender, 2015. ISBN 978-0-7698-9131-6

## 外部連結
- （繁體中文）指數股票型基金（ETF）簡介
- （繁體中文）ETF主題展
- （繁體中文）用ETF掌握世界脈動（上）（下）
- （繁體中文）交易所買賣基金名單及交易安排 （页面存档备份，存于） - 香港交易及結算所有限公司